# Гортонвілл (Нова Шотландія)
Гортонвілл (англ. Hortonville) — громада в канадській провінції Нова Шотландія, розташована в окрузі Кінґз у гирлі річки Ґасперо і є частиною Національного історичного об'єкту Ґран-Пре, внесеного до списку всесвітньої спадщини ЮНЕСКО яко Ландшафт Ґран-Пре.
Ділянка Форту В'є-Лоґіс розташована біля річки в громаді Гортонвілл. Форт був збудований британцями під час війни отця Ле-Лутра для управління сусідніми поселеннями акадційців у Ґран-Пре. З причалів коло Гортонвілла більшість акадійців у 1755 році була депортована із Ґран-Пре в ході кампанії в затоці Фанді, коли було остаточно звершено вигнання акадійців, яке сьогодні відзначене Пам'ятним хрестом Акадії.
Ті самі причали використовувались у 1760 році, коли плантатори Нової Англії, очолювані Робертом Денісоном, прибули для повторного заселення району Ґран-Пре, що відзначене Національною дошкою історичних пам'яток та пам'ятників пам'яті плантаторів. Поселення було названо містечком Гортонвілл на честь Гортон-Голу, англійської заміської садиби Джорджа Монтегю-Данка, 2-го графа Галіфакса, голови Британської торгової ради, яка відповідала за англійські поселення в Новій Шотландії.

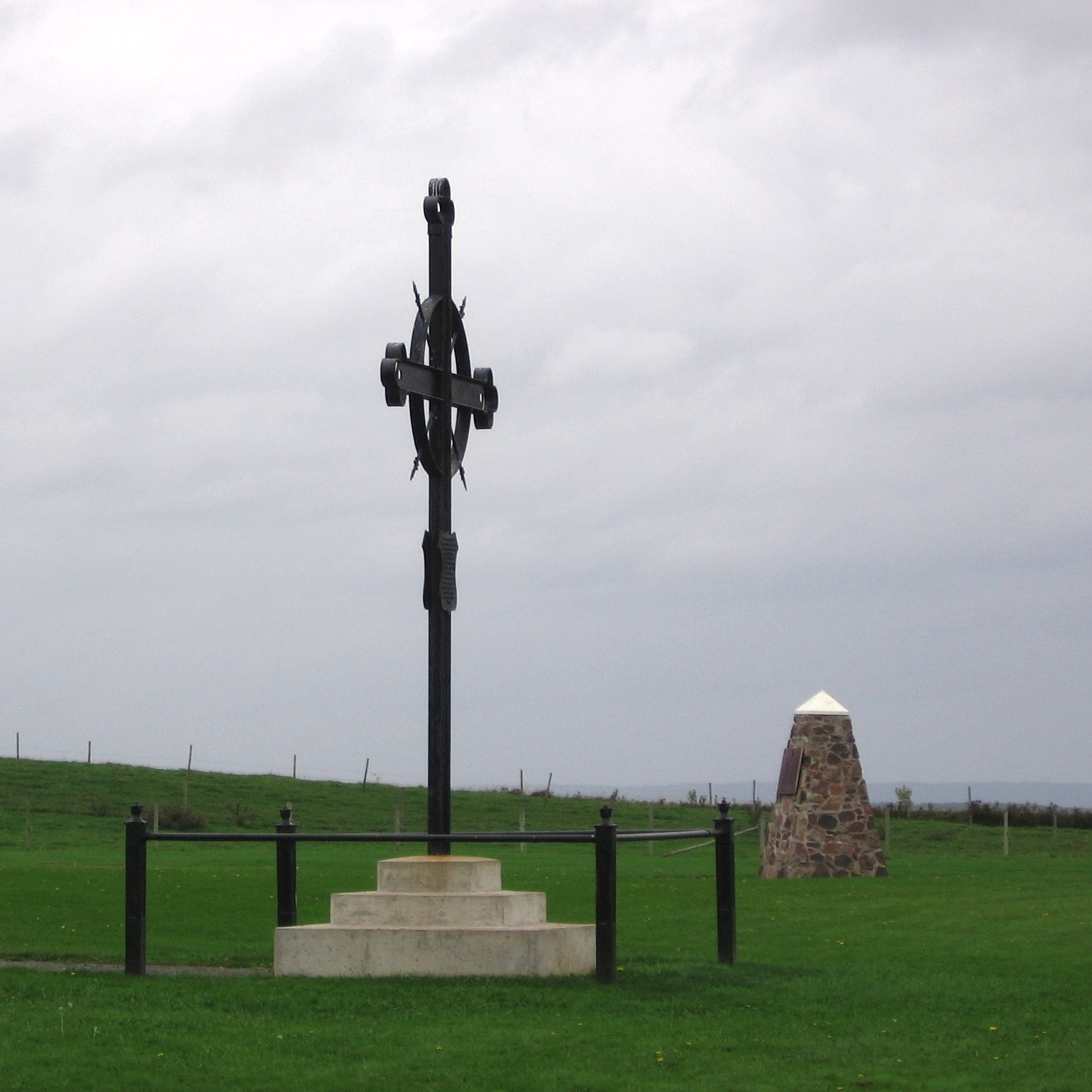
Меморіальний хрест Акадії в поселенні Гортонвілл, що позначає місце депортації; на задньому плані пам'ятник поселенцям Нової Англії.

Спочатку відомий як Гортон-Лендінґ, Гортонвілл був спланований і розбитий як містечко для поселеннців з Нової Англії. Однак забудовники віддавали перевагу Вулфвіллу далі на захід, а Гортонвілл залишався сільськогосподарським районом. Віндзорська та Аннаполіська залізниця, а згодом Атлантична залізниця Домініону, побудували міст через річку Ґасперо в Гортонвіллі в 1869 р. (заново відбудований у 1911-1912 рр.), а потім і станцію, яка сприяла подальшому розвитку сільського господарства та запровадженню туризму в цьому районі. У 1924 році Атлантична залізниця Домініону передала земельну ділянку біля колій у Гортонвіллі меморіальному товариству Акадії для встановлення залізного меморіального хреста на місці, з якого, як вважали, була здійснена депортація. У 2005 році залізниця організувала переміщення хреста до ділянки, що належить паркам Канади, ближче до річки, яка, як було встановлено пізнішими дослідженнями, була фактичним місцем депортації.